# Камен из Палерма
Камен из Палерма је базалтна стела из времена египатске Пете династије, на којој су „набројани летописи краљева доњег Египта, почињући од хиљада година током којих су владали митски краљеви, да би се стигло до времена бога Хоруса за кога се верује да је даровао престо краљу-човеку Менесу“ (Оксфордска историја старог Египта).
Првобитна висина је била око 2 метра, а ширина 0,6 метара. Текст је био урезан са обе стране, тако да се претпоставља да је био изложен на видном месту.
Одељци, у којима су навођена имена владара и најважнији догађаји, одвајани су знаковима за годину, а бележен је и водостај Нила. У првом реду се наводи 9 прединастичких краљева који носе круну Доњег Египта. Овај податак указује на то да се говори о периоду пре уједињења. На мањем фрагменту списак почиње владарима са белом, да би се затим виде обе круне (и бела и црвена) што указује на период уједињења царства.
Већи део Камена из Палерма се данас налази у Археолошком музеју у Палерму (Сицилија), где се налазе од 1866.
Мањи фрагменти су у Египатском музеју у Каиру и у оквиру Питријеве збирке на Универзитету у Лондону.